# Lathyrus gorgoni
Lathyrus gorgoni là một loài thực vật có hoa trong họ Đậu. Loài này được Parl. miêu tả khoa học đầu tiên.